# Dorothea Krook-Gilead
Dorothea Krook-Gilead (en hebreo, דורותיאה קרוק-גלעד, Riga, 1920-1989) fue una escritora y traductora israelí. Fue profesora de la Universidad Hebrea de Jerusalén y de la Universidad de Tel Aviv. 
Nacida en Letonia a los ocho años emigró a Sudáfrica donde se licenció en literatura inglesa en la Universidad de Ciudad del Cabo. En 1946,consiguió una beca del Newnham College en la Universidad de Cambridge, donde se doctoró y pasó 14 años investigando y dando clases. Entre sus estudiantes se encontraba Sylvia Plath.
En 1960, se mudó a Israel donde enseñó en la Universidad Hebrea de Jerusalén.
Dorothea Krook se casó con el poeta Zerubavel Gilad en 1968 y se fueron a vivir al kibutz Ein Harod. Tradujo también sus poemas al inglés.

## Premios
- Premio Israel, 1974[3]·.[4]

## Obras publicadas en inglés
- (en inglés) Three traditions of moral thought New York, Cambridge University Press, 1959.
- (en inglés) The Ordeal of Consciousness in Henry James Cambridge, England 1962.
- (en inglés) Elements of tragedy Yale University Press, 1969.
- (en inglés) John Sergeant and his circle: a study of three seventeenth-century English Aristotelians (avec Beverly C. Southgate) E.J. Brill, 1993.